# Václav Myška
Václav Myška (28. srpna 1903 Studnice – 20. září 1997 Liberec) byl český a československý politik Československé strany lidové a poúnorový poslanec Národního shromáždění ČSR.

## Biografie
Pocházel z velmi chudých poměrů. Absolvoval základní vzdělání a poté se vyučil krejčím. Do roku 1932 pracoval jako krejčovský dělník. Od 1925 člen Všeodborového sdružení katolického dělnictva. V letech 1932-1939 působil jako funkcionář ČSL (okresní tajemník v Dolních Kralovicích, Vlašimi a Benešově). Patřil k levicovému proudu ve straně. V letech 1939-1945 zastával post tajemníka Národního souručenství ve Voticích u Tábora. Od roku 1941 byl účastníkem domácího odboje. V letech 1946-1947 byl krajským tajemníkem ČSL v Liberci. V roce 1947 se na krátko rozešel s vedením strany, ale v roce 1948 se do Liberce vrátil jako exponent „obrozené“ (prokomunistické) ČSL.
Po únorovém převratu v roce 1948 patřil k frakci tehdejší lidové strany loajální vůči Komunistické straně Československa, která v ČSL převzala moc a proměnila ji na spojence komunistického režimu. Ve volbách roku 1948 byl zvolen do Národního shromáždění za ČSL ve volebním kraji Liberec. Poslanecké křeslo získal i ve volbách v roce 1954 (volební obvod Liberec). V parlamentu setrval do konce funkčního období, tedy do voleb v roce 1960.
K roku 1954 se profesně uvádí jako pracovník Krajské odborové rady v Liberci. V letech 1960-1963 působil na postu okresního tajemníka v Mladé Boleslavi. Jeho druhou manželkou byla akademická malířka Kamila Myšková, rozená Matějková. Je autorem dvousvazkových pamětí, uložených v archivu KDU-ČSL.